# مبارك أيسار
مبارك أيسار (1952 - 2009) كان فنان أمازيغي مغربي يغني بتشلحيت.

## بداياته
ولد مبارك حدوش المعروف بالرايس مبارك أيسار في دوار تبولعوانت بجماعة سيدي أحمد السايح بإقليم الصويرة. وتعود بداياته الفنية إلى إحدى التنقلات الفنية الحاج محمد الدمسيري، حيث حضر إلى دوار تاغزوت رفقة الحاج المهدي بنمبارك، في الفترة التي كان فيها مبارك أيسار يتردد على الكتاب، وهي اللحظة التي سيحس فيها بانجذاب طفولي ونوستالجي حميمي نحو الفن.
بعد صدمة اللحظة تلك، نمت موهبة أيسار، لتقتصر بداية على جولة دامت ستة أشهر رفقة الرايس إبراهيم بوتازارت. في اكادير، إتصل أيسار بالفنان الحسين بولهوى، والذي تعلم العزف على يديه، كما اتصل بالفنانين أحمد أمنتاك وإبراهيم أشتوك، إضافة لـ عبد الله أوضيض والرايس بلخير، وكل ذلك كان في عقد الستينيات.
من الأسماء التي تعامل معها أيسار في فترة البدايات، الفنان العربي المتوكي، وعموما لم يكن أيسار يشدو في منطلق مساره الفني إلا بأغاني الحاج محمد الدمسيري واحمد أمنتاك والعربي المتوكي، إضافة طبعا لأغاني الحاج عمر واهروش.

## مسيرته
فنيا، كانت أول البوم أصدره الراحل مبارك أيسار أواخر السبعينيات، هو الألبوم الذي تضمن أغنيته الشهيرة «ءينا حنا سلعاقل ءيكا تزانات»، قبل أن تستمر رحلته مع الإبداع عبر أغان عاطفية وغزلية رقيقة، لاتخلو من حكم ومواعظ ودروس من التجربة الحياتية، كما أبدع أيسار أغان وطنية الابعاد، كالتغني بعيد العرش، وقضية الصحراء المغربية، موظفا ألحانا متميزة، يؤدي على إيقاعها نصوص أغانيه بصوت يشكل واحدا من أجود الأصوات الغنائية الأمازيغية في سوس منذ البدايات إلى اليوم، إلى درجة أن إنتاجاته تتكامل في خصائصها وتشكل نسقا مميزا لتجربته الغنائية.
وكما كان أيسار تلميذا في بداياته، فإن مجموعة من الأسماء ستخرج من جبته فيما بعد، أسماء منها مثلا الفنان الحسين أمراكشي وحسن ارسموك.

## مرضه
في أواخر التسعينيات، أصيب الفنان مبارك أيسار بشلل نصفي افقده القدرة على الكلام لسنوات، لكن عشقه لجمهوره ولفنه لم يمنعاه من المقاومة، واصدار شريط في السنوات الأخيرة بصوته رفقة ابنه محمد الذي تغير كثيرا بحكم الشلل النصفي. وتوفي يوم الأحد 31 مايو 2009 بمدينة الدشيرة.

## وصلات خارجية
- فيديو للفنان الرايس مبارك أيسار على يوتيوب